# Riegerochterus
Riegerochterus is een geslacht van wantsen uit de familie van de Ochteridae. Het geslacht werd voor het eerst wetenschappelijk beschreven door Popov & Heiss in 2014.

## Soorten
Het genus is monotypisch en bevat alleen de volgende soort:

- Riegerochterus baehri Popov & Heiss, 2014